# Tushar Ranganath
Tushar Ranganath (31 de marzo de 1974 - 20 de diciembre de 2011), también conocido como Ranganth o Ranganna, fue un director de cine. Nacido y criado en Bangalore, India, Ranganath hizo su debut en el cine con Gulama. Murió el 20 de diciembre de 2011 a los 37 años tras sufrir un infarto.

## Filmografía
- Gulama (2009)
- Kanteerava (2010)